# Jesús Díaz (villista)
Tte. Coronel Jesús Díaz fue un militar mexicano que participó en la Revolución mexicana. Nació en La Soledad, Durango.
Se incorporó al movimiento villista en la Brigada Morelos, comandada en aquel entonces por el General Tomás Urbina. En 1913 fue adscrito a la escolta de Dorados del General Francisco Villa. Murió el 23 de junio de 1914 durante la Batalla de Zacatecas, en las faldas del Cerro Loreto. 